# Pentti Siltaloppi

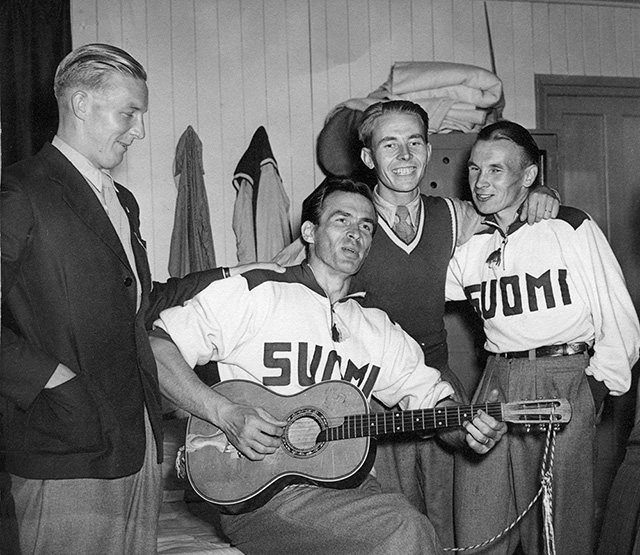
Pentti Siltaloppi (Zweiter von rechts) bei den Olympischen Spielen 1948

Pentti Siltaloppi (Pentti Veikko „Loppi“ Siltaloppi; * 29. September 1917 in Ilmajoki; † 18. Juni 2002 in Tampere) war ein finnischer Hindernis- und Mittelstreckenläufer.
Über 3000 m Hindernis wurde er bei den Leichtathletik-Europameisterschaften 1946 in Oslo Sechster und bei den Olympischen Spielen 1948 in London Fünfter.
Viermal wurde er Finnischer Meister über 3000 m Hindernis (1943, 1945, 1946, 1947) und dreimal über 1500 m (1944, 1946, 1947).

## Persönliche Bestzeiten
- 1500 m: 3:51,8 min, 18. August 1947, Tampere
- 3000 m Hindernis: 9:04,0 min, 7. September 1947, Stockholm